# サン・ボイ・ダ・リュブラガート
サン・ボイ・ダ・リュブラガート（カタルーニャ語: Sant Boi de Llobregat, 発音: [ˈsam ˈbɔj ðə ʎuβɾəˈɣat]）は、スペイン・カタルーニャ州バルセロナ県のムニシピ（基礎自治体）。カスティーリャ語による表記はSan Baudilio de Llobregat（サン・バウディリオ・デ・リョブレガート）であるが、カタルーニャ語名が公式名である。

## 地理
リュブラガート川の氾濫原にある。バルセロナ都市圏を構成する都市のひとつである。

## 歴史
サン・ボイに定住地ができたのは紀元前6世紀頃である。5世紀頃までは、サン・ボイの近くまで地中海の海岸線が迫っていたため繁栄していた。ローマ時代の公共浴場跡もある。サン・ボイではワイン用のアンフォラが製造され、遠くローマへまで売買されていた。
サン・バルディリ教区教会(Sant Baldiri)周囲に定住地があったことは9世紀から記録されている。バルディリは、フラウィウス・クラウディウス・ユリアヌス帝時代にニームで殉教したキリスト教の聖人の名である。バルディリの名に関連した地名にもかかわらず、中世から村の名はSant BoyまたはSent Boyと記録されてきた。Boiは現代カタルーニャ語の表記である。
アラブ人支配は7世紀から12世紀まで続き、バルセロナ南部のリュブラガート川氾濫原にある都市はアルカラ（Alcalá、アラブの城）というアラビア語名で呼ばれていた。リュブラガート川以北が、アラブ人支配を約100年受けた後キリスト教国軍のレコンキスタによって取り戻されカタルーニャ・ベリャ（Catalunya Vella、古カタルーニャ）と呼ばれたのに対し、その後数世紀にわたってアラブ人支配下にあったサン・ボイを含むリュブラガート川以南は13世紀以降カタルーニャ・ノバ（Catalunya Nova、新カタルーニャ）と呼ばれ区別された。
キリスト教徒の再植民が進むと、サグレラとアルロビナの2つの地区が生まれた。サン・ボイが建設され始めた近代にはすでに、2つの地区に多くの農場ができていた。18世紀にはカプチン会の修道院、1752年にはバロック様式の教区教会が建てられた。1900年のサン・ボイは、バッシ・リュブラガートで最も人口が多く、約5,000人が暮らしていた。1935年には人口が10,000人を超えた。
1936年に勃発したスペイン内戦においては、開戦から敗戦まで終始共和派に従った。内戦終結後の1939年にフランコ独裁時代が始まると、都市名は宗教色を廃したビラボイ(Vilaboi)に変えられた。その後スペイン語名のサン・バウディリオ・デ・リョブレガートに変更されたが、民主化移行期の1979年にカタルーニャ自治州が創設されると、公式名はカタルーニャ語のサン・ボイ・ダ・リュブラガートとなった。
フランコ独裁時代には、アンダルシア地方、エストレマドゥーラ地方、アラゴン地方、カスティーリャ・イ・レオン地方、ガリシア地方などスペイン各地の田舎から多くの移住者がやってきたため、1975年の人口は65,000人に達した。この急激な人口増加に応じて1960年代に次々と集合住宅地区が生まれたが、事実上スラムと化していた。郊外地区であったこれらの地区を統合してサン・ボイの面積は拡大した。現在はスペイン各地からの移民よりも、モロッコ、エクアドル、ルーマニア、中国からの移住者が増えている。

## 政治
| 任期      | 首長名                                        | 政党              |
| --------- | --------------------------------------------- | ----------------- |
| 1979–1983 | Xavier Vila                                   | PSC-PSOE          |
| 1983–1987 | Xavier Vila                                   | PSC-PSOE          |
| 1987–1991 | Xavier Vila                                   | PSC-PSOE          |
| 1991–1995 | Xavier Vila                                   | PSC-PSOE          |
| 1995–1999 | Xavier Vila (95-97) Montserrat Gibert (97-99) | PSC-PSOE PSC-PSOE |
| 1999–2003 | Montserrat Gibert                             | PSC-PSOE          |
| 2003–2007 | Montserrat Gibert                             | PSC-PSOE          |
| 2007–2011 | Jaume Bosch                                   | PSC-PSOE          |
| 2011–2015 | Jaume Bosch (11-14) Lluïsa Moret (14-15)      | PSC-PSOE PSC-PSOE |
| 2015–2019 | Lluïsa Moret                                  | PSC-PSOE          |
| 2019–2023 | n/d                                           | n/d               |
| 2023–     | n/d                                           | n/d               |

## 経済
サービス業が主体であるが農業も行われており、サン・ボイ産のアーティチョークが知られている。サン・ボイに本拠地を置くラグビーチームとしてUEサンボイアナがあり、ディビシオン・デ・オノールで7度、コパ・デル・レイで11度優勝しているスペイン屈指の強豪チームである。

## 人口
| サン・ボイ・ダ・リュブラガートの人口推移 1857－2008     |
|                                                         |
| 出典:INE（スペイン国立統計局）1900年 - 1991年、1996年 - |

## 交通
- 鉄道 - カタルーニャ公営鉄道サン・ボイ駅、モリ・ノウ-シウタ・コオオペラティバ駅。

## 出身者
バスケットボール選手のパウ・ガソルとマルク・ガソルの出生地は、両親が働いていたバルセロナのサン・パウ病院である。パウが6歳、マルクが1歳の時に、ガソル家はクルナリャー・ダ・リュブラガートからサン・ボイに引っ越した。
- パウ・ガソル(1980-) : バスケットボール選手。
- マルク・ガソル(1985-) : バスケットボール選手。
- ウリオール・リポイ（スペイン語版）(1975-) : ラグビー選手。